# Chris Hemsworth
Christopher Hemsworth, född 11 augusti 1983 i Melbourne, är en australisk skådespelare. Han är bland annat känd för sin roll som Thor i Marvel Cinematic Universe, en roll han gjort i flera filmer och som gjort honom till en av de mest välbetalda skådespelarna i världen.

## Biografi
Chris Hemsworth föddes i Melbourne som det andra barnet i en syskonskara på tre. Hans bröder Liam och Luke Hemsworth är också skådespelare. Han är också släkt med författaren Joanne van Os. Familjen flyttade fram och tillbaka mellan Melbourne och Outback, Bulman. Till slut stadgade de sig på Phillip Island.
Hemsworth påbörjade sin karriär i ett antal serier. Hans första roll blev två avsnitt som Kung Arthur i fantasyserien Guinevere Jones (2002). Han sågs också i Grannar (2002), Marshall Law (2002) och Stallkompisar (2003). 2004 skulle han söka till rollen som Robbie Hunter i såpoperan Home and Away. Han fick inte den rollen men fick istället en annan återkommande roll som Kim Hyde. Han flyttade till Sydney och medverkade i 189 avsnitt innan han slutade 2007. Han medverkade däremellan i den australiska versionen av Dancing with the Stars där han placerade sig på en femte plats. Han fick sedan en liten roll som James T. Kirks pappa i Star Trek (2009) som blev en succé. Han flyttade därefter till USA och sågs då bredvid Sean Bean i Ca$h (2010).
Hemsworths stora genombrott kom med titelrollen i Thor (2011) där både han och filmen kom att få mycket gott beröm. Filmen blev också en av de mest inkomstbringande det året. Även när han repriserade rollen året efter i The Avengers (2012) blev det en kritikerfavorit och filmen drog in mer än 1,5 miljarder dollar. Han syntes sen i The Cabin in the Woods (2012) som egentligen hade spelats in direkt efter Star Trek. I Snow White and the Huntsman (2012) spelade han mot Kristen Stewart, den filmen fick dåliga recensioner. Även filmen Red Dawn (2012) fick dåligt mottagande och blev en flopp. Motgångarna fortsatte även när han återigen spelade Thor i Thor: The Dark World (2013). Även om filmen blev finansiellt godtagbar så är det den Marvelfilm med sämst recensioner och lägst rating på filmsidor. Samma år porträtterade han James Hunt i filmen Rush och blev kritikerrosad för sin insats.
Chris Hemsworth återvände som Thor en fjärde gång i Avengers: Age of Ultron (2015), vilken även den kom att bli en stor framgång. Han fick även People's Choice Award för Bästa Actionskådepelare. Han provade sen en mer komisk biroll i Ett päron till farsa: Nästa generation (2015) som var en nyinspelning av de klassiska Chevy Chase-filmerna Ett päron till farsa!. Han sågs även i huvudrollen i In the Heart of the Sea (2015) som han blev nominerad till Teen Choice Award för. Han skulle sen återvända till The Huntsman rollen i The Huntsman: Winter's War (2016) som även den blev en besvikelse. Han återvände också till komedin i nyinspelningen Ghostbusters (2016). Filmen fick ett blandat mottagande men fick utstå mycket hat på Internets kommentarsfält och röstades ned i en kampanj enbart för att huvudrollerna spelades av kvinnor.
Hemsworth syntes sen under en intensiv period återigen som Thor i Thor: Ragnarök (2017), Avengers: Infinity War (2018) och Avengers: Endgame (2019). Alla tre filmer kom att bli kritikerfavoriter och succéer. Hans insats i särskilt Thor: Ragnarök skulle komma att bli hyllad. Även Avengers: Endgame mottog han god kritik för. Han syntes sen i Men in Black: International (2019) och i Netflix-filmen Extraction (2020) som kom att bli Netflix mest streamade film. Han återvände sen i rollen som Thor i Thor: Love and Thunder (2022) innan han fick göra en egen Tv-serie för National Geographic som hette Limitless with Chris Hemsworth. Programmet gick ut på att låta Hemsworth experimentera på vilket sätt människan försökt utöka sin livslängd.
Hemsworth återvände sen i Extraction 2 (2023) vilket han fick 20 miljoner dollar för att göra. Han spelade filmskurken Dementus i Furiosa: A Mad Max Saga (2024) där han anses ha skapat en av de bästa filmskurkarna någonsin.

## Privatliv
Chris Hemsworth är gift med Elsa Pataky och de har tillsammans dottern India Rose Hemsworth, född 11 maj 2012 och tvillingsönerna Sasha och Tristan, födda 2014. Han är också bror till skådespelarna Luke Hemsworth och Liam Hemsworth.

## Filmografi

### Film
| År   | Titel                                  | Roll                      | Noteringar |
| ---- | -------------------------------------- | ------------------------- | --- |
| 2009 | Star Trek                              | George Samuel Kirk, Sr.   | |
| 2009 | A Perfect Getaway                      | Kale Garrity              | |
| 2010 | Ca$h                                   | Sam Phelan                | |
| 2011 | Thor                                   | Thor                      | Australians in Film för Breakthrough Award (2010) CinemaCon Awards för Male Star of Tomorrow (2011)                                                       |
| 2012 | The Cabin in the Woods                 | Curt Vaughan              | |
| 2012 | The Avengers                           | Thor                      | Teen Choice Awards för Summer Movie Star: Male (2012) People's Choice Awards för Favorite Action Movie Star (2013) MTV Movie Awards för Best Fight (2013) |
| 2012 | Snow White and the Huntsman            | The Huntsman              | Teen Choice Awards för Summer Movie Star: Male (2012) People's Choice Awards för Favorite Action Movie Star (2013)                                        |
| 2012 | Red Dawn                               | Jed Eckert                | |
| 2013 | Star Trek Into Darkness                | George Kirk               | Endast röst |
| 2013 | Rush                                   | James Hunt                | |
| 2013 | Thor: The Dark World                   | Thor                      | |
| 2015 | Blackhat                               | Nicholas Hathaway         | |
| 2015 | Avengers: Age of Ultron                | Thor                      | |
| 2015 | Ett päron till farsa: Nästa generation | Stone Crandall            | |
| 2015 | In the Heart of the Sea                | Owen Chase                | |
| 2016 | The Huntsman: Winter's War             | The Huntsman              | |
| 2016 | Ghostbusters                           | Kevin Beckman             | |
| 2016 | Doctor Strange                         | Thor                      | Cameo |
| 2017 | Thor: Ragnarök                         | Thor                      | |
| 2018 | 12 Strong                              | Kapten Mitch Nelson       | |
| 2018 | Avengers: Infinity War                 | Thor                      | |
| 2018 | Bad Times at the El Royale             | Billy Lee                 | |
| 2019 | Avengers: Endgame                      | Thor                      | |
| 2019 | Men in Black: International            | Agent H                   | |
| 2019 | Jay and Silent Bob Reboot              | Sig själv                 | Cameo |
| 2020 | Extraction                             | Tyler Rake                | Även producent |
| 2022 | Interceptor                            | TV salesman               | Cameo, även producent |
| 2022 | Spiderhead                             | Steve Abnesti             | Även producent |
| 2022 | Thor: Love and Thunder                 | Thor                      | Även producent |
| 2023 | Extraction 2                           | Tyler Rake                | Även producent |
| 2024 | Furiosa: A Mad Max Saga                | Dementus                  | |
| 2024 | Deadpool & Wolverine                   | Thor                      | Cameo |
| 2024 | Transformers One                       | Orion Pax / Optimus Prime | Röstroll |
| 2025 | Stuntnuts: The Movie                   | Sig själv                 | |
| 2025 | Crime 101                              | Davis                     | |
| 2026 | Avengers: Doomsday                     | Thor                      | |

### TV
| År        | Titel                          | Roll        | Notering                                                         |
| --------- | ------------------------------ | ----------- | ---------------------------------------------------------------- |
| 2002      | Guinevere Jones                | Kung Arthur | 2 avsnitt                                                        |
| 2002      | Grannar                        | Jamie Kane  | Avsnitt: "#4069"                                                 |
| 2002      | Marshall Law                   | The Kid     | Avsnitt "Domestic Bliss"                                         |
| 2003      | Stallkompisar                  | Veterinär   | Avsnitt: "Tenderfoot"                                            |
| 2004      | Fergus McPhail                 | Craig       | Avsnitt "In a Jam"                                               |
| 2004–2007 | Home and Away                  | Kim Hyde    | 189 avsnitt Logie Awards för Most Popular New Male Talent (2005) |
| 2006      | Dancing with the Stars         | Sig själv   | Tävlande, 5:e plats.                                             |
| 2015      | Saturday Night Live            | Värd        | Avsnitt: "Chris Hemsworth/Zac Brown Band"                        |
| 2015      | Saturday Night Live            | Värd        | Avsnitt: "Chris Hemsworth/Chance The Rapper"                     |
| 2021      | Loki                           | Throg       | Röstroll, cameo                                                  |
| 2021–2024 | What If...?                    | Thor        | Röstroll, 6 avsnitt                                              |
| 2022      | Limitless with Chris Hemsworth | Sig själv   | Även producent                                                   |